# Inese Jaunzeme
Inese Jaunzeme (21. Maj 1932 i Pļaviņas i Letland – 13. februar 2011 i Rīga i Letland) var en lettisk atlet mest kendt for at vinde guldmedaljen i spydkast ved de Olympiske Lege 1956 i Melbourne, Australien.

## Yderligere læsning
- Inese Jaunzemes nekrolog hos Diena.lv (lettisk)

## Eksterne links
- Levnedsbeskrivelse (russisk)